# 藍氏似弱棘魚
藍氏似弱棘魚，為輻鰭魚綱刺尾鯛目弱棘魚科似弱棘魚屬的其中一種，分布於西太平洋區，包括印尼、菲律賓、帛琉、所羅門群島等海域，棲息深度30-85公尺，體長可達15.4公分，為底棲性魚類，生活在碎石斜坡，會掘洞而居，屬肉食性。

## 擴展閱讀
維基物種上的相關：藍氏似弱棘魚